# Pie rouge des plaines
La Pie Rouge est une race bovine française à vocation laitière, originaire de la Bretagne.
Cette race a été créée dans les années 1960 par un croisement d'absorption de la race armoricaine avec des bovins pie rouge originaires des Pays-Bas (MRY) et d'Allemagne. (Deutsches Rotbunte) Dans les années 1980, des apports de sang Holstein ont été faits pour améliorer les aptitudes laitières de la race. Elle provient principalement d'une population pie rouge de Hollande, d'Allemagne et de Bretagne. Elle est différente de la Red Holstein qui n'est qu'une sélection de la Holstein sur la couleur de robe.
On la trouve en France dans les régions de l'Ouest : principalement en Bretagne (80 %), en Normandie, dans le Centre, ainsi que dans le Massif central. Le cheptel compte environ 22 800 vaches en 2022, parmi lesquelles environ 10 000 sont inscrites au contrôle laitier, et 4 400 à l’organisme de sélection : France Pie Rouge. La faiblesse de l'effectif est compensée par un programme de testage commun avec l'Allemagne et un accord avec Allemands et Néerlandais pour utiliser une banque commune de semence.
La race Pie Rouge est une alternative à la normande et à la Prim'Holstein dans les élevages laitiers de cette région d'où provient la majorité des produits laitiers français hors AOC.

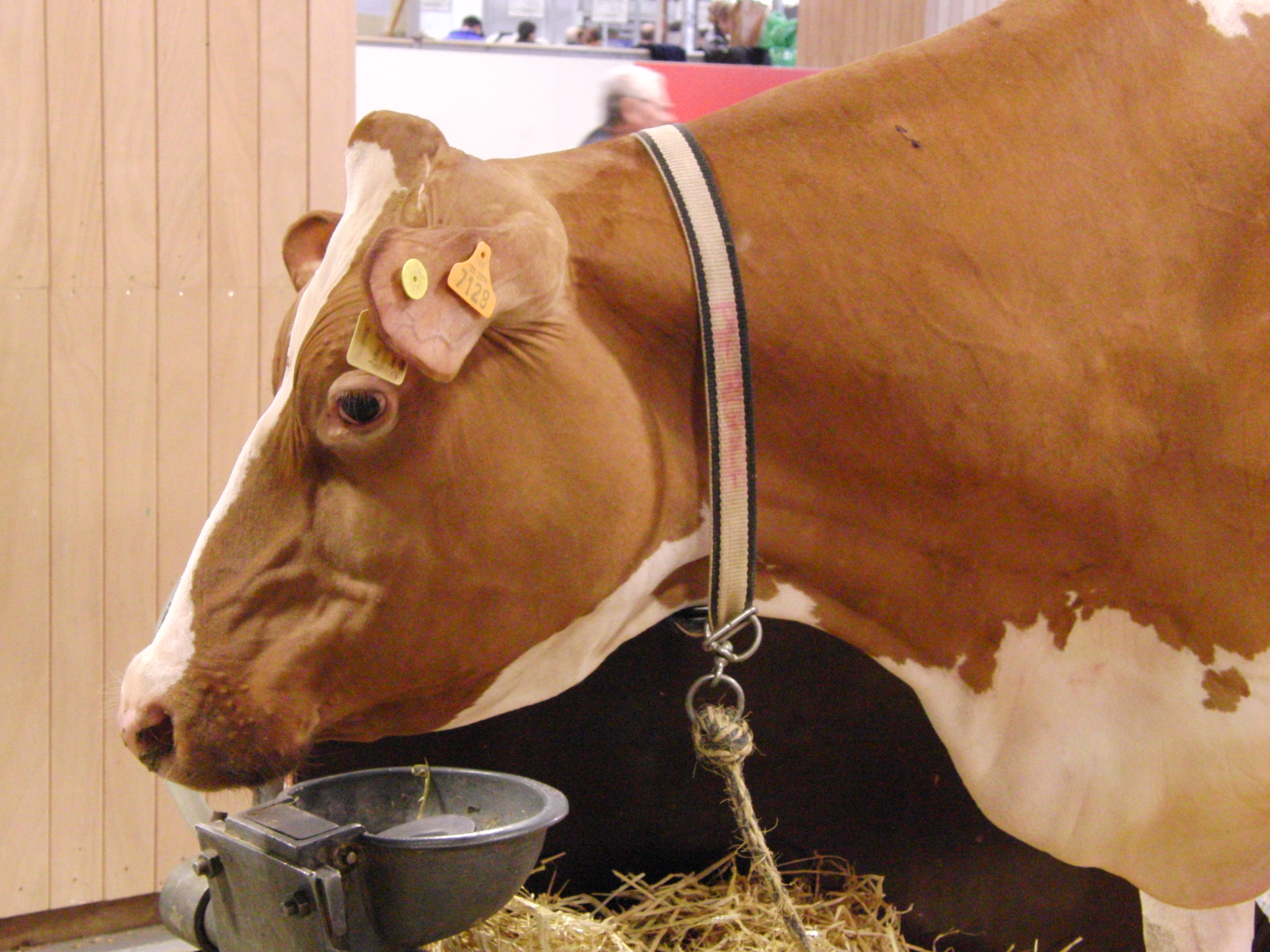
Vache Pie Rouge

## Historique
1918
Les éleveurs d’armoricaines s’associent à partir de 1918 pour créer le Herd-Book Armoricain et une race mixte.
1966
À partir des années 1960-1970 les éleveurs bretons choisissent plus clairement une orientation laitière et importent des vaches Pie Rouges allemandes et hollandaises (MRY et Rotbunte)  ou des semences de taureaux pour les utiliser en croisement sur leurs souches armoricaines.
1982
Les responsables de la race décident d’introduire du sang Red-Holstein afin d'améliorer les performances laitières de cette race.
1991
À partir de 1991, un programme de co-testage franco-allemand est instauré par l’Unité de Sélection Pie Rouge Sélect et un ensemble de 6 centres d’Inséminations allemands (RUW), ce qui a permis aux éleveurs français de disposer du meilleur de la génétique d’un des principaux leaders européens en Pie Rouge.

## Morphologie
Elle porte une robe pie rouge sans ou avec des cornes en croissant dirigées vers le bas.
C'est aujourd'hui une race de moyenne à grande taille, 145 cm au garrot pour 750 kg chez la vache et 150 cm pour 1 000 kg pour le taureau, du fait des croisements opérés avec les autres races citées. Jusque dans les années 1970, c'était au contraire une race de petit format comme en témoigne la photo ci-contre.
En effet, cette race propose une très bonne santé mammaire qui démontre l’évolution la plus favorable en termes de résistance aux mammites.

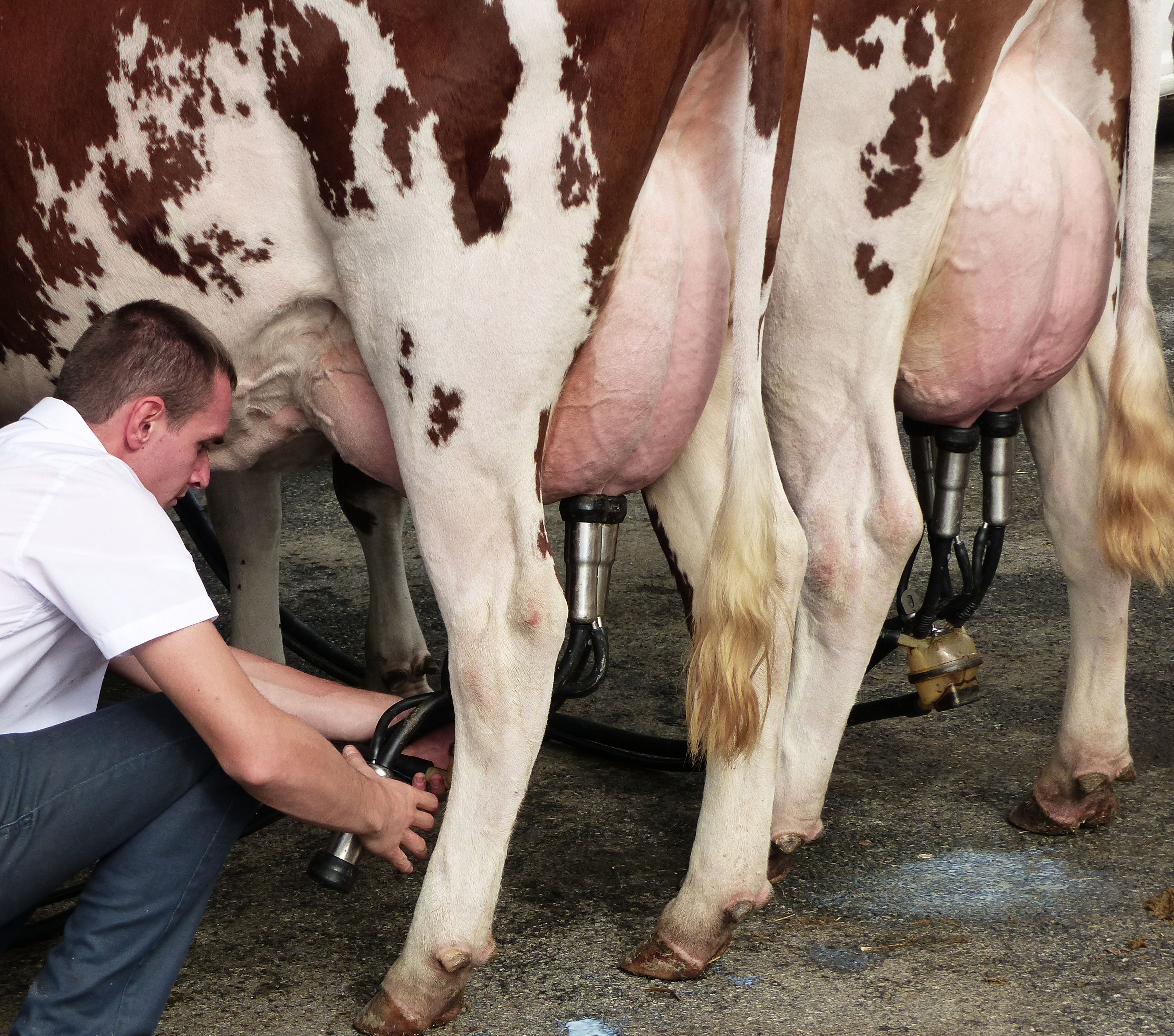
Détails de la mamelle

## Production
C'est une race laitière à tendance mixte axée sur la production de lait. Elle produit 9 262 kg par lactation, avec 42,8 g/l de taux butyreux (matière grasse) et 35.1 g/l de taux protéique . Elle possède également une morphologie qui permet de bien valoriser les carcasses des vaches de réforme. De plus, les veaux issus d’un croisement terminal (père de race bouchère) sont recherchés car les taurillons sortent plus lourds des ateliers d’engraissements .

## Sélection
La race fut longtemps sélectionnée pour sa mixité (production laitière de 20L/ et bonne valorisation bouchère). Dans les années 1980, du sang de la race Prim’Holstein fut ramené dans la race pour améliorer les aptitudes laitières au détriment de la mixité.
De nos jours, les organismes de sélection génétique ont réussi à marquer et utiliser le gène sans corne de la race.
À la différence de la Red Holstein, la pie rouge gère son propre schéma de sélection avec un organisme de sélection bovine : Innoval. Une station permet d’accueillir douze donneuses d’embryons. Dix à douze taureaux sont produits et rentrent dans le catalogue de vente de semences pour l’insémination animale (artificielle) chaque année.